# 舟喜拓生
舟喜 拓生（ふなき たくお、1927年 - 2021年 ）は、日本のプロテスタントの牧師である。長年、福音派の教会前橋キリスト教会の牧師を務めた。舟喜麟一は父、舟喜順一は兄、舟喜信は弟である。星野富弘に洗礼を授けた。

## 経歴
- 1927年 - 前橋市に舟喜麟一と舟喜ふみの三男として生まれる。
- 1953年 - 名古屋福音伝道教会の牧師になる。
- 1956年 - 舟喜麟一の元で、前橋キリスト教会の副牧師になる。
- 1968年 - 舟喜麟一の死去に伴い、主任牧師になる。
- 2007年 - 前橋キリスト教会の牧師を引退し、同教会の名誉牧師になる。代わりに、内田和彦が牧師になる。
- 2021年11月28日 - 入居していた前橋市内の老人ホームで死去。[1]